# لحمة متوسطة
اللحمة المتوسطة أو نسيج متوسطي هي نوع من الأنسجة التي تمتاز بأنها خلايا مرتبطة بشكل ضعيف وتفتقد لقطبية الخلية ومحاطة بالكثير من النسيج خارج الخلوي.

## النمو
يمكن أن تنمو اللحمة المتوسطة إلى خلايا أنسجة الجهاز اللمفي وجهاز الدوران وذلك النسيج الضام في كل الجسم مثل العظام والغضاريف.
تعد الساركوما السرطان الخبيث الذي يصيب خلايا اللحمة المتوسطة.